# Marcel the Shell with Shoes On
Marcel the Shell with Shoes On é um mocumentário estadunidense  de comédia dramática que utiliza-se da técnica de animação stop-motion de 2021 dirigido por Dean Fleischer Camp - em sua estreia na direção - roteirizado por Fleisher Camp, Jenny Slate e Nick Paley com história de Fleisher Camp, Slate, Paley e Elisabeth Holm, baseado em uma série de curtas de mesmo nome escritos por Slate e Fleischer Camp. Slate repete seu papel de voz como Marcel, uma concha antropomórfica que vive com sua avó Connie. Fleischer Camp, Rosa Salazar, Thomas Mann, Lesley Stahl e Isabella Rossellini também estrelam.
A estreia do filme foi realizada no Festival de Cinema de Telluride em 3 de setembro de 2021 e teve um lançamento limitado nos Estados Unidos em 24 de junho de 2022, antes de seu amplo lançamento em 15 de julho, pela A24. Aclamado pela crítica, recebeu diversos prêmios e indicações, como as indicações ao 80º Globo de Ouro ao BAFTA 2023 e ao Oscar 2023, todos nas categorias de Melhor Animação.

## Enredo
Uma adorável concha, chamada Marcel,  leva uma vida  com sua avó Connie e seu fiapo de estimação, Alan. Agora sozinhos por serem os únicos sobreviventes de uma tragédia que levou sua família embora. Porém, quando um documentarista os descobre entre a desordem de seu Airbnb, o curta-metragem que ele publica online traz a Marcel milhões de fãs apaixonados, bem como perigos sem precedentes e uma nova esperança de encontrar sua família há muito tempo perdida.

## Elenco
- Jenny Slate como Marcel
- Dean Fleischer Camp como Dean, o documentarista
- Isabella Rossellini como Nana Connie, Avó de Marcel
- Rosa Salazar como Larissa Geller
- Thomas Mann como Mark Booth
- Lesley Stahl como ela mesma
- Shari Finkelstein como produtor do programa 60 Minutes.
- Sarah Thyre como Catherine, Mãe de Marcel
- Andy Richter como Mario, Pai de Marcel
- Nathan Fielder como Justin, Irmão de Marcel
- Jessi Klein como Judy, Tia do Marcel
- Peter Bonerz como O Maestro
- Jamie Leonhart como Família de Conchas
- Conan O'Brien como ele mesmo
- Brian Williams como ele mesmo
- Jesse Cilio como Darwin

## Produção
O filme contou com a liderança de produção pelo produtor de animação Edward Chiodo Chiodo Bros. Production e Kirsten Lepore como diretora de animação. Stephen Chiodo foi o diretor supervisor de animação e Bianca Cline liderou a cinematografia de live-action, enquanto Eric Adkins (Mars Attacks!, The PJs) liderou a cinematografia em stop-motion.

## Lançamento
O filme estreou no Festival de Cinema de Telluride em 3 de setembro de 2021. Também foi exibido no South by Southwest (SXSW) em março de 2022.
Em novembro de 2021, a produtora e distribuidora, A24, adquiriu os direitos de distribuição, lançando-o em cinemas selecionados nos Estados Unidos em 24 de junho de 2022, antes de ser lançado em todo o país em 15 de julho. O filme ainda foi lançado no shop.a24films.com em Blu-Ray e 4k Ultra HD e no Canadá em dvd + digital padrão e Blu-Ray, por fim, em todos os lugares digitalmente em 5 de setembro de 2022.

## Recepção

### Bilheteria
Nos Estados Unidos e Canadá, o filme arrecadou US$169.606 em seis cinemas em seu fim de semana de estreia. Em seguida, arrecadou US$262.022 em 22 cinemas no segundo e US$322.167 em 48 cinemas no terceiro. Exibido em 153 cinemas no fim de semana seguinte, o filme somou mais US$567.918, elevando o total de quatro semanas em execução para US$1,7 milhão. O filme expandiu a exibição para 590 cinemas no segundo grande fim de semana, arrecadando US$874.302 com receita média de US$1.481, terminando em décimo primeiro lugar nas bilheterias. Ele continuou arrecadando US$671.361 em 821 cinemas em seu terceiro fim de semana amplo e US$345.484 em 498 cinemas em seu quarto fim de semana, ambas as vezes terminando em décimo quarto lugar nas bilheterias.

### Resposta da Crítica
No agregador de crítica, Rotten Tomatoes, 99% das 141 resenhas são positivas, com nota média de 8,3/10. O consenso crítico diz: "Comovente, profundo e totalmente comovente, Marcel the Shell with Shoes On é entretenimento animado com coração real". Metacritic, que usa uma média ponderada, atribuiu ao filme uma pontuação de 81 em 100 com base em 34 críticos, indicando uma "aclamação universal".